# Otošče
Otošče este o localitate din comuna Divača, Slovenia, cu o populație de 22 de locuitori.